# Dan van Husen
Dan van Husen (30 de abril de 1945 - 31 de maio de 2020) foi um ator alemão que também atuou em filmes de Hollywood.
Em 31 de maio de 2020, morreu vítima da COVID-19, aos 75 anos.

## Filmografia
- The Cats (1968)
- More Dollars for the MacGregors (1970)
- Cry of the Black Wolves (1972)
- John Glückstadt (1975)
- Salon Kitty (1976)
- Cipolla Colt (1976)
- Nosferatu the Vampyre (1979)
- Derrick – Season 6, Episode 6: "Tandem" (1979, TV)
- Derrick – Season 7, Episode 4: "Tödliche Sekunden" (1980, TV)
- The Sea Wolves (1980)
- Wild Geese II (1985)
- Enemy at the Gates (2001)
- Hart's War (2002)
- Winter in Wartime (2008)
- The Scarlet Worm (2011)